# Клодіан Асллані
Клодіан Асллані (алб. Klodian Asllani; нар. 22 серпня 1977, Сталін, Албанія) — албанський футболіст, виступав на позиції нападника.

## Життєпис
Футбольну кар'єру розпочав 1996 році в «Бюлісі» (Балш), звідки в 2001 році перейшов у тиранське «Динамо». Потім виступав за «Влазнію» (Шкодер) та «Ельбасані». У 2005 році повертається в «Динамо». У 2007 році підсилив «Кастріоті», а в 2008 році — «Аполонію». У 2009 році перейшов у [Партизані (футбольний клуб)|«Партизані»]]. Наступного року підсилив «Скендербеу». У 2011 році зіграв 1 матч за скромний клуб «Беселиджа», після чого повернувся в «Динамо». Футбольну кар'єру завершив у «Партизані», кольори якого захищав з 2012 по 2013 рік.

## Досягнення
«Динамо» (Тирана)
- Суперліга Албанії
  -  Чемпіон (1): 2001/02

«Скендербеу»
- Суперліга Албанії
  -  Чемпіон (1): 2010/11